# Teutequilda
Teutequilda (em latim: Theodechildis; c. 540 — Arles, c. 570) foi uma rainha franca pelo seu casamento com Cariberto I.

## Biografia
Teutequilda era a filha do pastor de ovelhas que cuidava do rebanho de ovelhas do rei. Cariberto, cuja corte residia em Paris, era filho de Clotário I e Ingunda, sendo portanto irmão dos reis Gontrão de Borgonha, Sigeberto I e Quilperico I.
A primeira esposa de Cariberto foi Ingoberga, a quem ele repudiou, e mais tarde, veio a casar-se com Meroflede. Após se casar com Teutequilda, em alguma data posterior a 561, Cariberto tomou por esposa a sua cunhada Marcovefa, irmã de Meroflede.
Teutequilda nunca foi a parceira mais favorecida do rei, estando abaixo das outras esposas na hierarquia. Inclusive, nunca foi referida como esposa da mesma forma que as outras em documentos históricos, sendo possível que não tenha sido mais do que uma amante ou concubina. Apesar disso, ela conseguiu manter a sua posição ao lado do rei, e enriquecer durante o breve reinado de Cariberto.
Ela apenas teve um filho, que foi enterrado logo após o nascimento. Apesar de Teutequilda ter sido rejeitada em favor de Marcovefa, o casamento não foi reconhecido pela igreja, sendo o rei e Marcovefa, excomungados pelo bispo Germano de Auxerre.
Seguindo a morte de Cariberto em 567, ela teve acesso aos tesouros reais, por ser sua viúva. Os tesouros incluíam moedas de ouro, bandejas e cálices os quais ela mandou que fossem colocados em carroças. Teutequilda também tinha acesso a uma propriedade, fora da Île de la Cité, onde poderia ter escondido a sua riqueza, enquanto decidia o que fazer. Ela não foi aceita pela nobreza como rainha, contudo, pois o seu filho não havia sobrevivido para ser o sucessor.
Portanto, ela se ofereceu como noiva para o irmão do marido falecido, o rei Gontrão da Borgonha. Gontrão, por sua vez, a iludiu, ao dizer que a jovem receberia uma posição respeitável e de prestígio no seu reino.  O rei disse: "Ela pode vir até mim, e trazer consigo o seu tesouro. Eu a receberei, e lhe darei uma posição de honra entre o meu povo. Ao meu lado, ela terá uma posição mais elevada do que jamais teve ao lado de meu irmão." Seduzida pelas promessas do antigo cunhado, ela se mudou para a corte de Gontrão, em Chalon-sur-Saône, levando consigo os seus tesouros. Porém, Gregório de Tours conta que, logo que chegou ao reino, o rei avaliou o ouro, olhou para Teutequilda e disse: "É melhor que este tesouro caia em minhas mãos do que permanecer nas mãos de uma mulher que não era digna da cama de meu irmão". Após o comentário, Gontrão, que no futuro seria considerado um santo pela igreja, roubou quase toda a riqueza da viúva.
Em seguida, Teutequilda foi enviada, contra a sua vontade, para um convento em Arles. Ela conseguiu enviar uma mensagem para um viajante visigodo, prometendo que se ele a levasse cladestinamente para a Espanha, ela escaparia do convento com a sua riqueza restante. Segundo Gregório de Tours, Teutequilda colocou suas posses numa trouxa de tecido. Ao tentar fugir do convento, porém, ela foi surpreendida pela abadessa. A abadessa, que a pegou em flagrante, fez ela ser espancada sem dó, e a trancou numa cela. Teutequilda permaneceu aprisionada até o final de sua vida, sofrendo uma angústia terrível.